# 莫德洛集團
莫德洛集團（西班牙語：Grupo Modelo） 是墨西哥一家大型的釀酒公司，創立於1925年，旗下品牌在墨西哥啤酒市場佔有率高達63%，並且出口啤酒到全世界大部分的國家，目前為比利時啤酒大廠安海斯-布希英博（Anheuser-Busch InBev，縮寫為AB InBev）的子公司。莫德洛集團旗下多個品牌，外銷至全世界180個國家，其中最廣為人知的，莫過於他的領導品牌科羅娜（Corona）。除了有8個外銷的品牌外，莫德洛集團也設置限定品牌僅在墨西哥當地販售，以維持國內的市場。莫德洛集團擁有由安海斯-布希公司生產的啤酒在墨西哥獨家代理權的進口和分銷。一直到1960年代，莫德洛集團在其廣告中用了紅色罌粟花，幾乎在它使用的圖像中罌粟花的圖案都會在圖像的某個地方出現。

## 外部連結
- 莫德洛集團官方網站 （页面存档备份，存于）